# Elizabeth Rebecca Laird

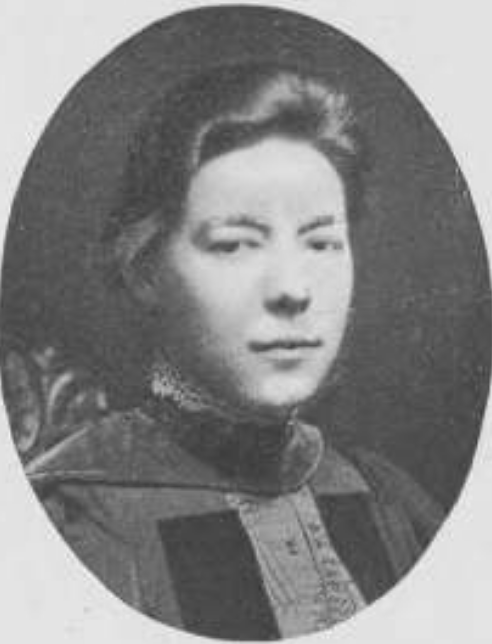
Elizabeth Rebecca Laird, 1910

 Elizabeth Rebecca Laird (* 6. Dezember 1874 in Owen Sound, Ontario, Kanada; † 3. März 1969 London (Ontario), Kanada) war eine kanadische Physikerin und Hochschullehrerin. Sie war Professorin am Mount Holyoke College, dessen Physikabteilung sie 36 Jahre lang leitete, und war eine Pionierin in der kanadischen Radarforschung.

## Leben und Werk
Laird war eines von sieben Kindern des aus Irland nach Kanada ausgewanderten Methodisten John Guinnis Laird und von Rebecca Laird. Sie verbrachte einen Großteil ihrer Jugend in London. 1896 schloss sie ihr Studium an der University of Toronto ab und wollte unmittelbar nach ihrem Abschluss als Bachelor of Arts in Mathematik und Physik mit ihrer Abschlussarbeit beginnen. Ihre Stipendienbewerbungen wurden aufgrund des Geschlechts abgelehnt, obwohl sie seit drei Jahren Klassenbeste war. Sie unterrichtete dann nach ihrem Abschluss ein Jahr lang am Ontario Ladies’ College, bevor sie 1898 ein Postgraduiertenstipendium in Physik vom Bryn Mawr College erhielt.
Während ihres Doktoratsstudiums am Bryn Mawr College in Pennsylvania erhielt sie ein Stipendium für ein Studium bei dem Physiker Max Planck an der Universität zu Berlin in Deutschland. Obwohl Frauen zu dieser Zeit nicht offiziell an der Universität zugelassen waren, bekam sie von verschiedenen Professoren die Erlaubnis, an deren Vorlesungen teilzunehmen. Von 1898 bis 1899 studierte sie bei dem späteren Nobelpreisträger Max Planck, Emil Warburg, dem Chemiker Jacobus Henricus van ’t Hoff, bei dem Mathematiker Immanuel Lazarus Fuchs und dem Mathematiker Georg Ferdinand Frobenius. Sie benutzte als erste während ihres Studiums an der Universität Berlin eine Nernstlampe in einem Physikprojekt. Während ihres Aufenthaltes in Berlin besuchte sie die US-amerikanische Chemikerin Margaret Maltby, die wissenschaftliche Assistentin von Friedrich Wilhelm Kohlrausch an der Physikalisch-Technische Reichsanstalt in Berlin-Charlottenburg war.
1901 promovierte Laird in Mathematik und Physik bei Arthur Stanley Mackenzie am Bryn Mawr College mit einer Arbeit über Magnetismus und Spektroskopie.

## Forschung und Lehre am Mount Holyoke College
Sie wurde 1901 als Assistentin in der Wissenschaftsabteilung des Mount Holyoke College eingestellt, wurde 1902 Dozentin und 1904 zur Professorin befördert sowie zur Leiterin der Physikabteilung ernannt. In den nächsten vier Jahrzehnten forschte sie auch an renommierten Schulen in Cambridge, Yale, Chicago und Berlin. Sie war die erste Frau, die von dem Nobelpreisträger Sir Joseph John Thomson 1905 für die Durchführung von Forschungsarbeiten am Cavendish-Laboratorium der University of Cambridge zugelassen wurde. Sie forschte von 1913 bis 1914 als Sara Berliner Research Fellow bei dem Nobelpreisträger Wilhelm Wien an der Julius-Maximilians-Universität Würzburg, 1919 bei dem späteren Nobelpreisträger Robert Andrews Millikan an der University of Chicago und von 1925 bis 1926 als Honorary Research Fellow an der Yale University.
Während dieser Zeit untersuchte sie die Eigenschaften „weicher“ Röntgenstrahlen, die im elektromagnetischen Spektrum zwischen Röntgenstrahlen und Ultraviolett auftreten.

## Radarforschung
Laird ging 1940 am Mount Holyoke College in den Ruhestand und kehrte nach London zurück. Im November 1940 wurde die University of Western Ontario vom National Research Council of Canada als eine der wenigen kanadischen Universitäten ausgewählt, an einem Radarforschungsprogramm teilzunehmen. Die Physikabteilung verwandelte sich in ein Labor, um die Strahlung und den Nachweis von Wellen im Zentimeterbereich zu untersuchen. Es wurden kompetente Forscher gesucht und Laird wurde Teil eines neuen Forscherteams, das sich intensiv mit der Radarentwicklung befasste.
Während des Krieges spielte sie eine Schlüsselrolle bei Studien zu Antennenstrahlungsmustern sowie der Strahlung und Detektion von Wellen im Zentimeterwellenbereich. Laird legte dem Nationalen Forschungsrat mehrere streng geheime Berichte über ihre Ergebnisse vor und unterrichtete Heeres- und Marinepersonal. Sie arbeitete ohne Bezahlung. 1945 wurde Laird zur Honorarprofessorin an der Western Ontario-Universität ernannt.
Nach dem Krieg untersuchte sie die Auswirkungen von Mikrowellenstrahlung auf biologische Materialien, eine Arbeit, die von der Ontario Cancer Treatment and Research Foundation unterstützt wurde. Als sie 1953 zum zweiten Mal in den Ruhestand ging, war sie nicht nur eine der angesehensten Physikerinnen Kanadas, sondern auch die älteste.
Laird betrieb Forschung in den Bereichen Spektroskopie, Wärmeleitfähigkeit, Funkenstrahlung, weiche Röntgenstrahlung, Raman-Effekt und elektrische Eigenschaften biologischer Materialien im Mikrowellenbereich.
Sie starb 1969 im Alter von 94 Jahren.

## Ehrungen (Auswahl)
- 1897: Fellowship, Bryn Mawr College
- 1898–1899: President’s European Fellowship
- Fellow der American Physical Society
- 1913–1914: Sara Berliner Research Fellow
- 1925–1926: Honorary Research Fellow der Yale University
- 1927: Ehrendoktorwürde der Toronto University[4]
- 1945: Ehren-LL.D., Western Ontario University
- 1970 wurde ihr zu Ehren die Elizabeth R. Laird Lecture ins Leben gerufen[5][6]
- Der Asteroid (16192) Laird ist ihr zu Ehren benannt.[7][8]

## Mitgliedschaften
- Optical Society of America
- Association of Physics teachers
- History of Science Society
- Canadian Association of Physics
- American Institute of Radio Engineers

## Veröffentlichungen
- The Absorption Spectrum of Chlorine. Astrophysical Journal, Vol. 14, S. 85, 1901.
- Ionisation produced by Entladungsstrahlen, and Experiments on Nature of Radiation. Phys. Rev. 30, 1910, S. 293.
- Absorption in the Region of Soft X-Rays . Physical Review 29, 1927, S. 41.
- Reflection of Soft X-rays. Physical Review 33, 1929, S. 291.
- mit Dorothy A. Franklin: The Raman Spectrum of Sodium Nitrate, Sodium Acetate, and Acetic Acid. Physical Review 45, 1934, S. 738.
- Soft X-rays Produced by Cathode Rays of from 200 to 600 Volt Velocities. Phys. Rev. 15, 1920, S. 297.
- mit Edith Coon: The Raman Effect in Solutions of Magnesium Sulphate of Varying Concentrations . Physical Review 47, 1935, S. 889.
- The Absorption Spectrum of Chlorine . Wentworth Press, 2019, ISBN 978-1-01-159259-3.